# Nancy Chabot
Nancy Chabot (née en 1972) est une scientifique planétaire au laboratoire de physique appliquée de l'université Johns-Hopkins.

## Carrière
Nancy Chabot a obtenu son B.A. en physique de l'université Rice en 1994. Après avoir obtenu son doctorat en sciences planétaires de l'université d'Arizona en 1999, Chabot a travaillé au Johnson Space Center à Houston, puis à l'université Case Western Reserve à Cleveland. Elle a rejoint le laboratoire de physique appliquée de l'université Johns-Hopkins en 2005.
Elle a été membre de cinq équipes de terrain qui se sont rendues en Antarctique avec le programme Antarctic Search for Meteorites (ANSMET) pour collecter des météorites. En 2001, Chabot a reçu la médaille Antarctica Service Medal des États-Unis.
Lors de la mission MESSENGER de la NASA, elle a occupé les fonctions de scientifique instrumentale pour le Mercury Dual Imaging System (MDIS) et de présidente du groupe disciplinaire de géologie. Elle a dirigé les investigations scientifiques basées sur MDIS des cratères polaires de Mercure, brillants au radar et porteurs de glace, et a supervisé la publication d'images web depuis le premier survol de Mercure par MESSENGER en janvier 2008.
Actuellement, elle est investigatrice principale adjointe pour l'instrument Mars-moon Exploration with GAmma rays and NEutrons (MEGANE) de la mission Martian Moons eXploration (MMX) de la JAXA.
Elle est également responsable de la coordination de la mission Double Asteroid Redirection Test (DART) de la NASA, qui était dirigée par l'APL.
Elle est membre de la Meteoritical Society, et l'astéroïde (6899) Nancychabot est nommé en son honneur.